# Steffen Schäfer
Steffen Schäfer (Colonia, 1º maggio 1994) è un calciatore tedesco, difensore svincolato.

## Caratteristiche tecniche
È un difensore centrale.

## Carriera
Cresciuto nel settore giovanile del Colonia, ha militato nelle serie inferiori del calcio tedesco fino al 2019, quando è passato al VVV-Venlo militante in Eredivisie. Ha esordito nel massimo campionato olandese il 9 agosto 2019 disputando l'incontro perso 4-1 contro lo Sparta Rotterdam.

## Palmarès
- 3. Liga: 1

Magdeburgo: 2017-2018